# Phường 9, thành phố Cà Mau
Phường 9 là một phường thuộc thành phố Cà Mau, tỉnh Cà Mau, Việt Nam.

## Địa lý
Phường 9 có vị trí địa lý:
- Phía đông và phía nam giáp Phường 2
- Phía tây giáp Phường 1 và phường Tân Xuyên
- Phía bắc giáp phường Tân Xuyên.

Phường 9 có diện tích 6,47 km², dân số năm 2022 là 14.205 người, mật độ dân số đạt 2.195 người/km².

## Lịch sử
Sau năm 1975, Phường 9 thuộc thị xã Cà Mau.
Ngày 20 tháng 12 năm 1975, Bộ Chính trị Đảng Cộng sản Việt Nam ban hành Nghị quyết số 19/NQ điều chỉnh lại việc hợp nhất tỉnh ở miền Nam Việt Nam cho sát với tình hình thực tế, theo đó tỉnh Cà Mau và tỉnh Bạc Liêu được tiến hành hợp nhất vào ngày 1 tháng 1 năm 1976 với tên gọi ban đầu là tỉnh Cà Mau – Bạc Liêu. Khi đó, Phường 9 thuộc thị xã Cà Mau, tỉnh Cà Mau – Bạc Liêu.
Ngày 10 tháng 3 năm 1976, Ban đại diện Trung ương Đảng và Chính phủ đổi tên tỉnh Cà Mau – Bạc Liêu thành tỉnh Minh Hải. Khi đó, Phường 9 thuộc thị xã Cà Mau, tỉnh Minh Hải.
Ngày 6 tháng 11 năm 1996, Quốc hội ban hành Nghị quyết về việc chia tỉnh Minh Hải thành hai tỉnh là tỉnh Bạc Liêu và tỉnh Cà Mau. Khi đó, Phường 9 thị xã Cà Mau, tỉnh Cà Mau.
Ngày 14 tháng 4 năm 1999, Chính phủ Việt Nam ban hành Nghị định số 21/1999/NĐ-CP về việc thành lập thành phố Cà Mau thuộc tỉnh Cà Mau. Phường 9 trực thuộc thành phố Cà Mau.
Tính đến ngày 31 tháng 12 năm 2022, Phường 9 có 7,04 km² diện tích tự nhiên, quy mô dân số là 18.321 người và 6 khóm: 1, 2, 3, 4, 5, 6.
Ngày 24 tháng 10 năm 2024, Ủy ban Thường vụ Quốc hội ban hành Nghị quyết số 1252/NQ-UBTVQH15 về việc sắp xếp đơn vị hành chính cấp xã của tỉnh Cà Mau giai đoạn 2023 – 2025 (nghị quyết có hiệu lực từ ngày 1 tháng 12 năm 2024). Theo đó, sáp nhập 0,57 km² diện tích tự nhiên và quy mô dân số là 4.116 người của Phường 9 vào Phường 2.
Phường 9 có 6,47 km² diện tích tự nhiên và quy mô dân số là 14.205 người.